# Università degli Studi di Camerino

Un francobollo dedicato all'Università di Camerino.

L'Università degli Studi di Camerino (acronimo UNICAM) è un'università statale italiana che ha sede nella città di Camerino, fondata nel 1336.

## Storia
La data tradizionale della fondazione dell'Università di Camerino risale al 1336 quando papa Benedetto XII tramite il nunzio apostolico Bertrando di Deux concesse «la facoltà di nominare capitani delle arti, consiglieri, notai di curia e delle riformanze» ma già dal XIII secolo erano attive a Camerino varie scuole superiori. In una di queste insegnava lo studioso Cino da Pistoia e nel 1321 il Comune di Siena lo invitò a spostarsi nell'università senese. L'istituzione a quell'epoca faceva capo al Comune di Camerino, in cui però i Da Varano diventarono presto i signori. Fu Gentile III da Varano a sollecitare papa Gregorio XI ad emanare la bolla formalmente ancora indirizzata al Comune e al Popolo con cui con autorità apostolica autorizzava a nominare baccellieri e dottori.
Nel 1727 papa Benedetto XIII con la bolla "Liberalium disciplinarum" riformò la Universitas Studii Generalis. Le facoltà erano quelle tradizionali (teologia, giurisprudenza, medicina e matematica). L'Università di Camerino riuscì a ottenere, oltre il riconoscimento papale, anche quello imperiale: nel 1753, l'imperatore Francesco I di Lorena promulgò un diploma che estendeva la validità delle lauree camerti entro i confini del Sacro Romano Impero, concedendo contestualmente al rettore il titolo e carica di conte palatino, che tutt’oggi appare sui diplomi di laurea.
In epoca napoleonica ci fu il rischio di una chiusura definitiva, ma con la Restaurazione i papi tornarono ad occuparsi di Camerino. Un rescritto del 30 settembre 1816 di papa Pio VII ne autorizzò la riapertura provvisoria, mentre fu nel 1824 il papa Leone XII con la bolla "Quod Divina sapientia" a dare stabilità all'ateneo. Fu in quell'epoca che nella Facoltà di Medicina e Chirurgia nacque un corso specifico di farmacia, tra i più antichi d'Italia.
Nel 1861, con l'Unità d'Italia fu trovata la soluzione di lasciarla come Università libera. Periodicamente ci furono iniziative per contenere il numero delle università o quello di porre limitazioni a favore delle università primarie, ma lo studio camerte rimase come Università libera. Nel 1958 l'Università di Camerino divenne una Università statale.

## Struttura
L'ateneo si articola in cinque scuole nell'ambito della didattica e della ricerca:
- Scuola di architettura e design ‒ Ascoli Piceno
- Scuola di bioscienze e medicina veterinaria ‒ Camerino, Matelica, San Benedetto del Tronto
- Scuola di giurisprudenza ‒ Camerino
- Scuola di scienze del farmaco e dei prodotti della salute ‒ Camerino
- Scuola di scienze e tecnologie ‒ Camerino, Ascoli Piceno